# The Herald
The Herald ist eine 1783 gegründete schottische Tageszeitung im Broadsheet-Format. The Herald ist die älteste überregionale und eine der acht ältesten Tageszeitungen der Welt. Ihr Name wurde 1992 von The Glasgow Herald zu The Herald verkürzt.

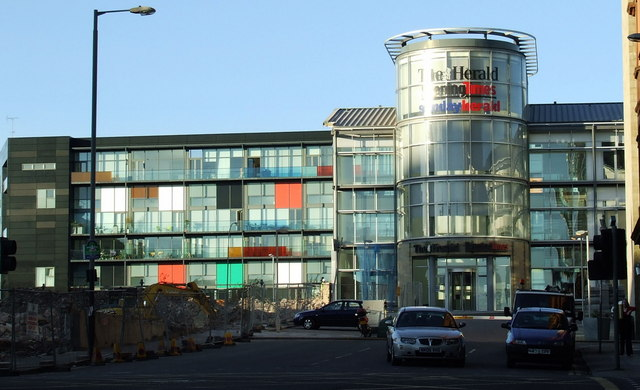
Das Herald-Gebäude ist Sitz der Zeitungen The Herald, Sunday Herald und Evening Times.

## Geschichte

### Gründung
Der in Edinburgh geborene Drucktechniker John Mennons begann im Januar 1783 mit der Vorbereitung einer neuen Wochenzeitung, des Glasgow Advertiser (Glasgower Anzeiger). Gleich die erste Ausgabe lieferte eine internationale Exklusivmeldung: Die Nachricht vom soeben unterschriebenen Vertrag von Versailles (auch „Frieden von Paris“), und damit dem Ende des Unabhängigkeitskrieges der 13 britischen Kolonien in Amerika, erreichte Mennons durch den damaligen Bürgermeister (Lord Provost) Glasgows Patrick Colquhoun, während er bereits die Druckvorlage zusammenstellte. Damit ist der Herald also ganz genau so alt wie die Vereinigten Staaten von Amerika, plus/minus einer oder zwei Stunden.
Da die Artikel der ersten Ausgabe zu diesem Zeitpunkt bereits feststanden und der Satz fast abgeschlossen war, erschien die Eilmeldung nur auf der Rückseite, in einem für kurzfristige Neuigkeiten freigehaltenen Feld. Um diesem Umstand ein wenig entgegenzuwirken, nutzte Mennons die größere der beiden ihm zur Verfügung stehenden Schriftarten für den Abschnitt.

### Erster Verkauf und Umbenennung
Im Jahr 1802 verkaufte Mennons die Zeitung an Benjamin Mathie und Dr. James McNayr, den vorherigen Besitzer des Glasgow Courier. Der Courier war (neben Mercury) eine der beiden konkurrierenden Zeitungen in Glasgow gewesen, mit denen es Mennons durch die Veröffentlichung des Glasgow Advertisers hatte aufnehmen wollen. Mennons’ Sohn Thomas behielt seinen Anteil an dem Unternehmen. Die neuen Besitzer änderten 1803 den Namen der Zeitung zu The Herald and Advertiser and Commercial Chronicle. Zwei Jahre später (1805) folgte eine weitere Namensänderung – in The Glasgow Herald. Dies ging auf die wachsende Einmischung von Thomas Mennons in die Geschicke der Zeitung zurück.

### George Outram
Von 1836 bis 1964 lag The Glasgow Herald in der Hand von George Outram & Co. und wurde dort im Jahr 1858 zur ersten Tageszeitung Schottlands. Der Zeitungsverlag übernahm seinen Namen von Autor und Liedtexter George Outram. Der aus Edinborough stammende Rechtsanwalt erlangte in Glasgow besondere Bekanntheit als Verfasser komischer Lyrik und war 19 Jahre lang als Redakteur für den Herald tätig. Outram war einer der ersten Verfechter der schottischen Unabhängigkeit und Mitglied der National Association for the Vindication of Scottish Rights. The Glasgow Herald war unter Outram noch deutlich politischer ausgerichtet und argumentierte, die im Vertrag der Vereinigung (Treaty of Union, brachte 1706 Schottland mit den bereits vereinigten Ländern England und Wales zu einem neuen Staat zusammen) versprochenen Privilegien seien nicht ansatzweise umgesetzt worden. Er forderte unter anderem, den Thronfolger in Prince Royal of Scotland umzubenennen. Er schrieb weiter: “Ein jeder, der sich Schotte nennt, sollte der National Association beitreten”.

### Spätere Jahre

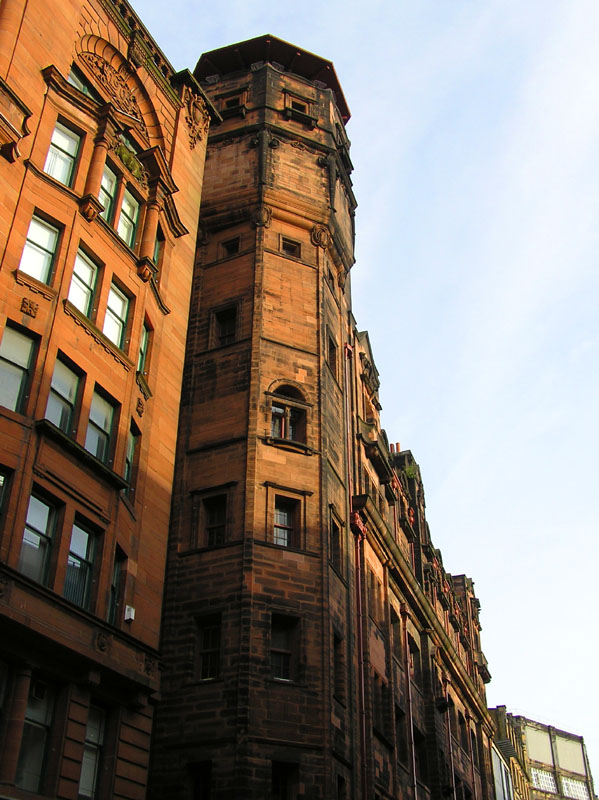
The Lighthouse: Ehemaliges Verlagsgebäude des Herald in Glasgow

1895 zog die Zeitung in ein neues Gebäude in der Mitchell Street, gestaltet von Architekt Charles Rennie Mackintosh. Heute beherbergt The Lighthouse (Der Leuchtturm) das schottische Zentrum für Architektur. 1980 zog sie weiter in ein Bürogebäude an der Albion Street (weiterhin Glasgow) – den ehemaligen Standort des Scottish Daily Express. Heute hat der Herald seinen Sitz in einem eigens errichteten Gebäude an der Renfield Street, Glasgow.
Eine der schwierigsten und folgenreichsten Episoden in der Geschichte des Glasgow Herald war der Kampf um die Kontrolle und den Besitz der Zeitung im Jahr 1964. Die Millionäre Sir Hugh Fraser, 1. Baronet, und Roy Thomson, 1. Baron Thomson of Fleet, dessen Zeitungsimperium bereits den Erzrivalen des Glasgow Herald (The Scotsman) einschloss, kämpften 52 Tage lang um den Vorsitz. Sir Hugh Fraser gewann die Auseinandersetzung. Der damalige Chefredakteur des Glasgow Herald, James Holburn, wurde als “disapproving onlooker” (missbilligender Beobachter) beschrieben, die britische Labour Party verurteilte den Kampf als „die Welt der Großunternehmen von ihrer übelsten Seite“.
Am 3. Februar 1992 wurde der Name der Zeitung in The Herald geändert. „Glasgow“ verschwand somit zwar aus der Titelzeile, nicht aber aus dem Impressum. Noch im selben Jahr wurde die Zeitung von Caledonia Newspaper Publishing & Glasgow aufgekauft. 1996 folgte der Weiterverkauf an Scottish Television (später umbenannt in Scottish Media Group). Seit 2013 befindet sich die Zeitung (wie auch ihre Schwesterpublikationen Evening Times und Sunday Herald, letztere 2018 eingestellt) im Besitz des Medienkonzerns Newsquest.

## Leitung

### Herausgeber / Chefredakteure
Graeme Smith übernahm die Position des Chefredakteurs im Januar 2017 von seinem Vorgänger Magnus Llewellin, der den Posten seit 2013 innehatte. Zu den ehemaligen Chefredakteuren zählen auch: John Mennons (1782), Samuel Hunter (1803), George Outram (1836), James Pagan (1856), der Mathematikprofessor William Jack FRSE (1870–1876), James Holburn (1955–1965), George MacDonald Fraser (1964), Alan Jenkins (1978), Arnold Kemp (1981), Mark Douglas-Home (2000) und Charles McGhee (2006).

### Kolumnisten
Hauptkommentator des Heralds in der Sparte Politik ist Iain Macwhirter, der zweimal wöchentlich für die Zeitung schreibt und in seinen Beiträgen u. a. für die schottischen Unabhängigkeit eintritt. Der Kolumnist und Politikexperte David Torrance steht der Notwendigkeit (und Umsetzbarkeit) eines neuen schottischen Staates dagegen skeptisch gegenüber.
Alison Rowat kommentiert ein breites Themenspektrum vom Kinoprogramm bis zur internationalen Staatskunst.
Weitere bekannte Kolumnisten der Zeitung sind beispielsweise Marianne Taylor, die Romanautorin Rosemary Goring, Catriona Stewart, der ehemalige schottische Justizminister (SNP) und Rechtsanwalt Kenny MacAskill, Fidelma Cook und Kevin McKenna.
Auslandsredakteur David Pratt und Wirtschaftsredakteur Ian McConnell, beides vielfach ausgezeichnete Journalisten, tragen immer freitags Analysen zu ihren jeweiligen Fachgebieten bei.

#### The Herald Diary
Die bekannteste Kolumne der Zeitung „The Herald Diary“ (Das Herald-Tagebuch), aktuell aus der Feder von Ken Smith, wird seit den Achtzigerjahren auch als Buchreihe veröffentlicht.
Vor Smiths Übernahme wurde The Herald Diary über viele Jahre von Schriftsteller Tom Shields verfasst.
| „First thing each morning I turn to The Herald on my computer – first for its witty Diary, which helps keep my Scots sense of humour in tune.“ | „Jeden Morgen öffne ich als erstes den Herald auf meinem PC – zuallererst wegen seines geistreichen Tagebuchs, denn es hilft mir, meinen schottischen Sinn für Humor frisch zu halten.“ |

– Sean Connery

## Publikation und Auflage
Der Druck der Zeitung erfolgt in Carmyle, wenige Kilometer südöstlich von Glasgow. Sie erscheint stets von Montag bis Samstag und wird in Glasgow in einer Auflagenhöhe von je 28.900 Stück verkauft (Stand 2017). Wie bei den meisten anderen Tageszeitungen weltweit nimmt auch hier der (analoge) Leserkreis stetig ab. Der Online-Auftritt des Herald ist durch eine sogenannte Paywall geschützt, um die finanzielle Unabhängigkeit der Zeitung dauerhaft zu gewährleisten. Der Herald-Webauftritt gehört zu den Newsquest Scotland Webseiten, welche zusammen auf durchschnittlich 41 Millionen Seitenaufrufe im Monat kommen.
Sonntags erschien bis zum 2. September 2018 die Schwesterzeitung The Sunday Herald. Seither werden stattdessen sonntägliche Sonderausgaben von The Herald und The National gedruckt.

## Politische Haltung
In jeder Ausgabe gibt The Herald standardmäßig an, keine politische Partei zu unterstützen. Selbst bei der Wahl der Kolumnisten bemüht sich die Redaktionsleitung um einen ausgeglichenen Meinungsaustausch. Die Zeitung bemüht sich um einen neutralen Standpunkt, die erste und bislang einzige Ausnahme bildete 2014 eine eindeutige Positionierung der Redakteure in einem geschlossenen Plädoyer für einen Verbleib im Vereinigten Königreich (im Rahmen des ersten Schottischen Unabhängigkeitsreferendums). Die zugehörige Überschrift lautete „The Herald’s view: we back staying within UK, but only if there’s more far-reaching further devolution.“ (Die Sicht des Heralds: Wir unterstützen einen Verbleib im Vereinigten Königreich, jedoch nur unter der Bedingung größerer parlamentarischer Gewalt/ weiterreichender administrativer Unabhängigkeit.) Diese Positionierung sorgte für Beschwerden einiger politisch andersdenkender Leser.

## Bibliografie
1. 1 2 3 4 5  Terry, Stephen: Glasgow Almanac: An A–Z of the City and Its People. Neil Wilson Publishing, Glasgow 2011, S. Kapitel 2, letzte Seite.
2. ↑  Harry Reid: Deadline: The Story of the Scottish Press. Saint Andrew Press, Edinburgh 2006, ISBN 978-0-7152-0836-6, S. xiii.
3. ↑  Dennis Griffiths (Hrsg.): The Encyclopedia of the British Press, 1422–1992. Macmillan, London & Basingstoke 1992, S. 305.
4. ↑  Alastair Phillips: Glasgow’s Herald: Two Hundred Years of a Newspaper 1783–1983. Richard Drew Publishing, Glasgow 1983, ISBN 0-86267-008-X, S. 11.
5. ↑  Harry Reid: Deadline: The Story of the Scottish Press. Saint Andrew Press, Edinburgh 2006, ISBN 978-0-7152-0836-6, S. xiv.
6. ↑  Alastair Phillips: Glasgow’s Herald: Two Hundred Years of a Newspaper 1783–1983. Richard Drew Publishing, Glasgow 1983, ISBN 0-86267-008-X, S. 13.
7. ↑  James Maclehose: Memoirs and portraits of one hundred Glasgow men who have died during the last thirty years and in their lives did much to make the city what it now is. James Maclehose & Sons, Glasgow 1886, S. 259 (strath.ac.uk).
8. ↑  Alastair Phillips: Glasgow’s Herald: Two Hundred Years of a Newspaper 1783–1983. Richard Drew Publishing, Glasgow 1983, ISBN 0-86267-008-X, S. 48.
9. ↑  Alastair Phillips: Glasgow’s Herald: Two Hundred Years of a Newspaper 1783–1983. Richard Drew Publishing, Glasgow 1983, ISBN 0-86267-008-X, S. 49.
10. ↑  Alastair Phillips: Glasgow’s Herald: Two Hundred Years of a Newspaper 1783–1983. Richard Drew Publishing, Glasgow 1983, ISBN 0-86267-008-X, S. 152.
11. ↑  Alastair Phillips: Glasgow’s Herald: Two Hundred Years of a Newspaper 1783–1983. Richard Drew Publishing, Glasgow 1983, ISBN 0-86267-008-X, S. 157.
12. ↑  Alastair Phillips: Glasgow’s Herald: Two Hundred Years of a Newspaper 1783–1983. Richard Drew Publishing, Glasgow 1983, ISBN 0-86267-008-X, S. 157.
13. ↑  Dennis Griffiths (Hrsg.): The Encyclopedia of the British Press, 1422–1992. Macmillan, London & Basingstoke 1992, S. 305.
14. ↑  Ken Smith: The Herald Diary 2016: That’s the Sealiest Thing I’ve Read! Black and White Publishing via Amazon, 27. Oktober 2016.
15. ↑  Ken Smith: The Herald Diary 2010. Black and White Publishing via Amazon, 7. Oktober 2010.